# Der neue Mann
Der neue Mann ist eine deutsche Filmkomödie von Konrad Sabrautzky aus dem Jahr 1990. Der vom Hessischen Rundfunk produzierte Fernsehfilm thematisiert auf komödiantische Art das Thema Gleichberechtigung zwischen Frauen und Männern. Maja Maranow übernimmt als junge Betriebswirtin, die in die Rolle eines Mannes schlüpft, weil sie aufgrund ihres weiblichen Geschlechts keinen Job bekommt, die Hauptrolle.

## Handlung
Eine junge Betriebswirtin bekommt kein Stellenangebot, nur weil sie eine Frau ist. Da beschließt sie – unterstützt durch ihren Freund, der Schauspieler ist – in die Rolle eines Mannes namens Ulli Degen zu schlüpfen. Der Plan geht auf und sie erhält einen Job in einer Versicherungsgesellschaft. Fortan ist sie gezwungen, ihr wahres Ich zu verbergen. 

## Produktionsnotizen
Die Kostüme für Der neue Mann schuf Ute Truthmann, die Filmbauten stammen von Jürgen Henze. Die vom Hessischen Rundfunk im Auftrag der ARD produzierte Filmkomödie wurde am 31. Januar 1990 zur Hauptsendezeit erstausgestrahlt.

## Kritik
Die Kritiker der Fernsehzeitschrift TV Spielfilm bewerteten die Filmkomödie mit einer mittleren Wertung, indem sie mit dem Daumen zur Seite zeigten und meinten: „Das Thema ‚Frau verkleidet sich als Mann, um Erfolg zu haben‘ wurde schon oft verfilmt und meist auch besser.“ Allerdings lobten die Kritiker die Hauptdarstellerin: „Allein die Darstellungskunst von Maja Maranow (‚Der große Bellheim‘) rettet den Film, der sich ansonsten sehr brav und bieder gibt.“. Beim Gesamtfazit blieben sie wieder kritisch: „Braves Plagiat des alten Travestie-Themas“.